# Меєрторп
Меєрторп (англ. Mayerthorpe) — містечко в Канаді, у провінції Альберта, у складі муніципального району Лак-Сент-Анн.

## Населення
За даними перепису 2016 року, містечко нараховувало 1320 осіб, показавши скорочення на 5,6%, порівняно з 2011-м роком. Середня густина населення становила 302,2 осіб/км².
З офіційних мов обидвома одночасно володіли 35 жителів, тільки англійською — 1 145. Усього 50 осіб вважали рідною мовою не одну з офіційних, з них 5 — одну з корінних мов, а 5 — українську.
Працездатне населення становило 610 осіб (62,2% усього населення), рівень безробіття — 9% (10,6% серед чоловіків та 8,9% серед жінок). 88,5% осіб були найманими працівниками, а 10,7% — самозайнятими.
Середній дохід на особу становив $47 010 (медіана $33 323), при цьому для чоловіків — $62 321, а для жінок $32 542 (медіани — $50 048 та $23 872 відповідно).
29,2% мешканців мали закінчену шкільну освіту, не мали закінченої шкільної освіти — 27,2%, 44,6% мали післяшкільну освіту, з яких 16,1% мали диплом бакалавра, або вищий.
| Статево-вікова структура населення | Статево-вікова структура населення | Статево-вікова структура населення | Статево-вікова структура населення | Статево-вікова структура населення |
| ---------------------------------- | ---------------------------------- | ---------------------------------- | ---------------------------------- | ---------------------------------- |
|                                    |                                    |                                    |                                    |                                    |
| Всього                             | Всього                             | 48,5%51,5%                         |                                    |                                    |
| 0 — 14 років                       | 0 — 14 років                       |                                    | 15,2%                              | 15,2%                              |
| 15 — 64 років                      | 15 — 64 років                      |                                    | 58,9%                              | 58,9%                              |
| 65 і більше                        | 65 і більше                        |                                    | 25,9%                              | 25,9%                              |
| 85 і більше                        | 85 і більше                        |                                    | 8%                                 | 8%                                 |
| 100 і більше                       | 100 і більше                       |                                    | 0,8%                               | 0,8%                               |
| Середній вік (років)               | Середній вік (років)               | 43,347,9                           | 45,7                               | 45,7                               |
| Медіана (років)                    | Медіана (років)                    | 44,250,0                           | 46,5                               | 46,5                               |
| — чоловіки — жінки                 |                                    |                                    |                                    |                                    |

| Походження мешканців:     | Походження мешканців:     | Походження мешканців: | Походження мешканців: | Походження мешканців: |
| ------------------------- | ------------------------- | --------------------- | --------------------- | --------------------- |
| Походження                |                           |                       | осіб                  | %                     |
| Корінні американці        | Корінні американці        |                       | 155                   | 11.74%                |
| Інше північноамериканське | Інше північноамериканське |                       | 400                   | 30.3%                 |
| Європейське               | Європейське               |                       | 935                   | 70.83%                |
| британське                | британське                |                       | 610                   | 46.21%                |
| французьке                | французьке                |                       | 225                   | 17.05%                |
| українське                | українське                |                       | 120                   | 9.09%                 |
| Латинськоамериканське     | Латинськоамериканське     |                       | 10                    | 0.76%                 |
| Африканське               | Африканське               |                       | 15                    | 1.14%                 |
| Азійське                  | Азійське                  |                       | 55                    | 4.17%                 |

| Зайнятість населення за галузями (за класифікацією NOC): | Зайнятість населення за галузями (за класифікацією NOC): | Зайнятість населення за галузями (за класифікацією NOC): | Зайнятість населення за галузями (за класифікацією NOC): | Зайнятість населення за галузями (за класифікацією NOC): |
| -------------------------------------------------------- | -------------------------------------------------------- | -------------------------------------------------------- | -------------------------------------------------------- | -------------------------------------------------------- |
|                                                          |                                                          |                                                          |                                                          |                                                          |
| Управління                                               | Управління                                               |                                                          | 5,8%                                                     | 5,8%                                                     |
| Бізнес, фінанси та адміністрування                       | Бізнес, фінанси та адміністрування                       |                                                          | 9,9%                                                     | 9,9%                                                     |
| Природничі та прикладні науки                            | Природничі та прикладні науки                            |                                                          | 3,3%                                                     | 3,3%                                                     |
| Охорона здоров'я                                         | Охорона здоров'я                                         |                                                          | 10,7%                                                    | 10,7%                                                    |
| Освіта, правозахист, муніципальні та урядові служби      | Освіта, правозахист, муніципальні та урядові служби      |                                                          | 9,1%                                                     | 9,1%                                                     |
| Роздрібна торгівля та послуги                            | Роздрібна торгівля та послуги                            |                                                          | 19%                                                      | 19%                                                      |
| Гуртова торгівля, транспорт та обладнання                | Гуртова торгівля, транспорт та обладнання                |                                                          | 27,3%                                                    | 27,3%                                                    |
| Природні ресурси, сільське господарство                  | Природні ресурси, сільське господарство                  |                                                          | 3,3%                                                     | 3,3%                                                     |
| Виробництво                                              | Виробництво                                              |                                                          | 11,6%                                                    | 11,6%                                                    |

## Клімат
Середня річна температура становить 2,3°C, середня максимальна – 21,2°C, а середня мінімальна – -21,4°C. Середня річна кількість опадів – 515 мм.
| Клімат поселення                              | Клімат поселення | Клімат поселення | Клімат поселення | Клімат поселення | Клімат поселення | Клімат поселення | Клімат поселення | Клімат поселення | Клімат поселення | Клімат поселення | Клімат поселення | Клімат поселення | Клімат поселення |
| Показник                                      | Січ.             | Лют.             | Бер.             | Квіт.            | Трав.            | Черв.            | Лип.             | Серп.            | Вер.             | Жовт.            | Лист.            | Груд.            |                  |
| Середній максимум, °C                         | −7,02            | −3,57            | 2,20             | 10,70            | 17,03            | 20,91            | 21,20            | 20,80            | 15,66            | 10,42            | 0,93             | −6,08            |                  |
| Середня температура, °C                       | −14,2            | −10,74           | −5               | 3,50             | 9,85             | 13,72            | 15,70            | 15,30            | 10,12            | 4,90             | −4,6             | −11,6            |                  |
| Середній мінімум, °C                          | −21,41           | −17,94           | −12,18           | −3,67            | 2,66             | 6,54             | 10,18            | 9,78             | 4,60             | −0,6             | −10,1            | −17,12           |                  |
| Норма опадів, мм                              | 26               | 15               | 20               | 24               | 49               | 89               | 110              | 71               | 47               | 25               | 23               | 16               |                  |
| Середньомісячна швидкість вітру, м/с          | 3.10             | 3.30             | 3.24             | 3.30             | 3.20             | 2.96             | 2.70             | 2.60             | 2.80             | 3.10             | 3.00             | 3.10             |                  |
| Середньомісячна сонячна радіація, кДж/м²·день | 3205             | 6613             | 11873            | 17043            | 20299            | 21873            | 21973            | 18371            | 12425            | 7208             | 3528             | 2341             |                  |
| --------------------------------------------- | ---------------- | ---------------- | ---------------- | ---------------- | ---------------- | ---------------- | ---------------- | ---------------- | ---------------- | ---------------- | ---------------- | ---------------- | ---------------- |
| Джерело:                                      |                  |                  |                  |                  |                  |                  |                  |                  |                  |                  |                  |                  |                  |

## Галерея

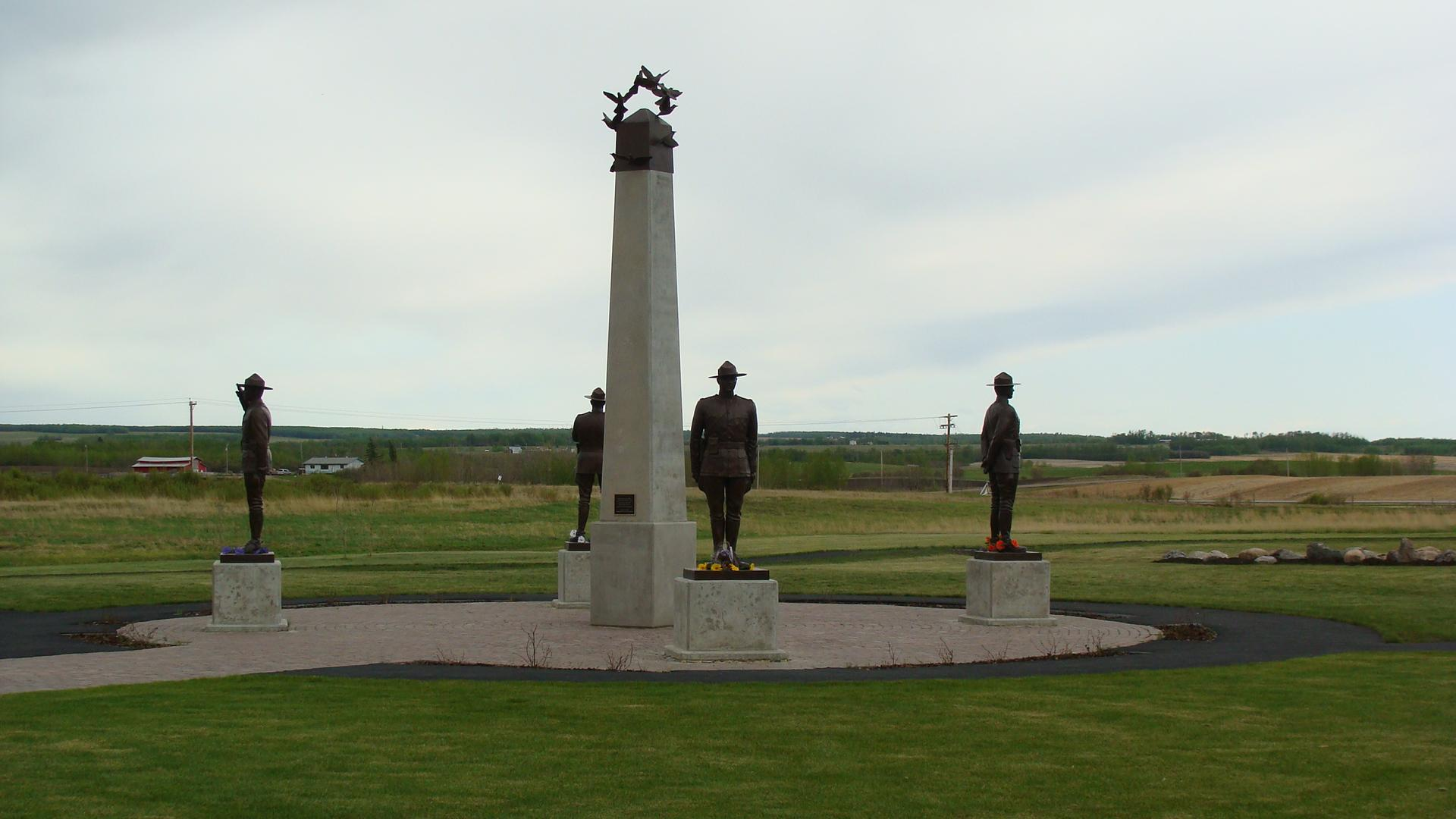
Пам'ятник чотирьом загиблим співробітникам Канадської королівської кінної поліції в меморіальному парку (2009)
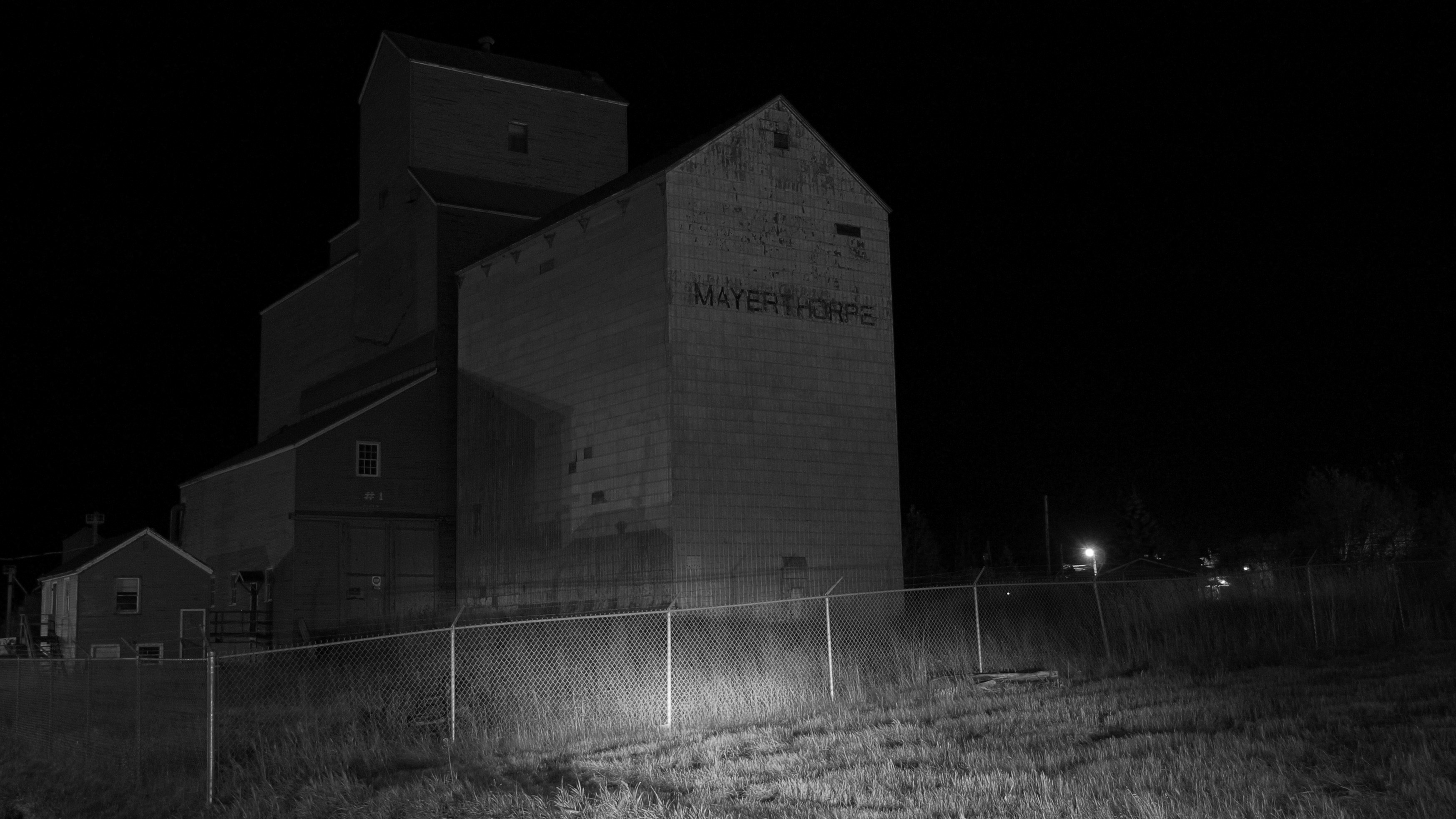
Елеватор (2013)
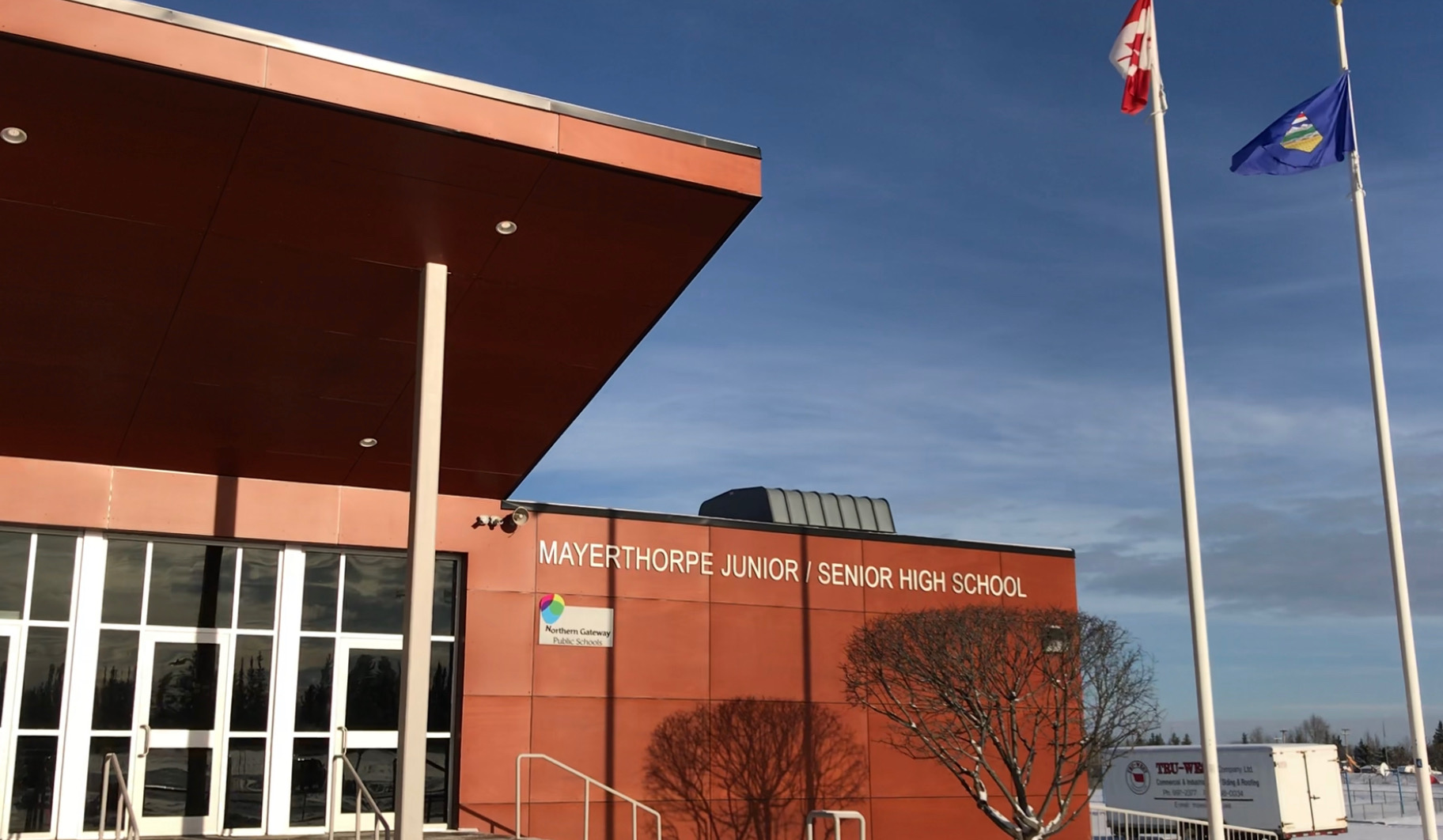
Будівля загальноосвітньої школи (2019)